# Випробування трьох полюсів
«Випробування трьох полюсів» (англ. The Three Poles Challenge) – це випробування для шукачів пригод, метою якого є досягнення Північного полюса, Південного полюса та вершини гори Еверест.
Першою людиною, яка досягла всіх цих трьох місць, був Едмунд Гілларі. Еверест він підкорив у травні 1953 року, Південного полюса досяг у січні 1958 року, а у квітні 1985 здійснив політ до Північного полюса, разом з Нілом Армстронгом на двомісному літаку .
Першою людиною, яка повністю подолала це випробування пішки, став Ерлінг Кагге, завершивши «Випробування трьох полюсів» до травня 1994 року.
5 серпня 1997 року Антуан де Шуден (фр. Antoine de Choudens, Франція, 1969–2009) став єдиним альпіністом, який подолав «Випробування трьох полюсів» пішки без використання додаткового кисню під час сходження на Еверест.
У 2002 році Тіна Шегрен стала першою жінкою, яка подолала це випробування.
Колін О'Брейді став найшвидшою людиною, яка подолала «Випробування трьох полюсів» у травні 2016 року. Він зробив це за 131 день, встановивши поточний рекорд швидокості. Випробування трьох полюсів стало частиною його успішної спроби побити рекорди швидкості у випробуваннях Сім вершин та Великий шлем мандрівника (Last Degree). Однак, на відміну від Кагге, де Шуденса та Шегрен, О'Брейді досяг Північного полюсу не від зовнішнього узбережжя, а лише з останнього градусу (див. статтю про Великий шлем мандрівника)
Маша Гордон стала найшвидшою жінкою, яка подолала «Три полюси» у 2016 році трохи більше ніж за п’ять місяців, побивши рекорд, встановлений Ван Лі у травні 2010 року.